# Drapeau et armoiries du canton de Lucerne
Le drapeau et les armoiries lucernoises sont des emblèmes officiels du canton de Lucerne et de la ville de Lucerne.

## Histoire
Le vexillologue Louis Mühlemann rapporte dans son ouvrage que le sceau de la ville, dérivé du drapeau, a été créé en 1386. Le sceau de Lucerne de 1386, reproduit dans son livre, montre que si l'écu était déjà parti, ce dernier n'était pas parti d'azur et d'argent mais d'argent et d'azur. L'héraldiste Adolphe Gauthier mentionne expressément ce fait dans son ouvrage.
Les archives les plus anciennes concernant les couleurs du canton datent du 4 mai 1252 mais ne mentionnent pas l'ordre des couleurs. Ainsi, le drapeau utilisé lors de la Bataille de Sempach en 1386 est la plus ancienne archive attestant de l'existence du drapeau tel qu'on le connaît aujourd'hui.
La différence des armoiries de la Ville et du Canton ne se fait qu'avec l'ajout de la couronne murale sur les armoiries de la ville.

## Signification
L'origine des couleurs n'est attestée nulle part et sont toutes sujettes à des interprétations. Adolphe Gauthier estime, pour sa part, que les explications portant sur le bleu et le blanc représentant les peuples alémaniques par opposition aux couleurs des Burgondes, des Francs et des Scandinaves ne tient pas la route puisque ces couleurs devraient être généralement plus arborées par des villes alémaniques, ce qui n'est pas le cas à part Lucerne, Zoug et Zurich. 
L'héraldiste réfute également le fait que les couleurs seraient celles du Zürichgau (Pays zurichois) prises à Lenzbourg car Lucerne ne faisait pas partie de ce Pays mais de celui de l'Aargau (Argovie). Il s'interroge en outre de savoir lesquelles des armoiries, celles de Lenzbourg ou celles des trois villes, furent les premières à exister.
En revanche, il avance que le bleu du drapeau lucernois (apparu avant les armoiries) pourrait se rapporter au lac et plus particulièrement au Lac des Quatre-Cantons et le blanc, à la grève. La situation géographique initiale du vieux Lucerne se trouvait effectivement au nord du lac. 
Mühlemann avance d'autres théories:
- La simplicité du drapeau pouvait se voir de loin;
- Une nécessité de se démarquer des bannières des cantons de la Suisse primitive (Uri, Schwytz, Obwald et Nidwald);
- L'influence du bleu, couleur de la Vierge;
- La reprise des couleurs familiales de familles féodales lucernoises telles que les Littau[5],[6] et les Hunwil[7] ayant joué un rôle important dans le développement de la ville;
- L'importance de la situation lacustre[6] de la ville.

Mühlemann rejoint donc avec cette explication, la théorie vexillologique de Gauthier également rapportée par le site Flags of the World.

## Descriptions

### Description vexillologique
La description vexillologique du drapeau lucernois est « Coupé de blanc et de bleu ». Le blanc doit toujours être dans le champ supérieur.

### Description héraldique
La description héraldique des armoiries lucernoises est « Parti d'azur et d'argent ». Les armoiries lucernoises ont la particularité, pour un canton suisse, de ne pas être semblables au drapeau. En effet, l'azur (le bleu) doit être à la droite héraldique, donc à gauche pour le spectateur et non pas dans la partie inférieure. Les armoiries représentent donc le drapeau tourné à 90° dans le sens de rotation d'une montre.
Dans son introduction en page 14, Adolphe Gauthier explique que l'habitude de disposer les couleurs sur une bannière se faisait de façon horizontale, notamment pour la raison que lorsque le drapeau était enroulé, on pouvait toutefois en distinguer toutes les couleurs le composant. Ce n'est qu'avec l'apparition du Tricolore français, et sa symbolique révolutionnaire, qu'une introduction verticale de couleurs s'est progressivement mise en place.

## Autre représentation vexillologique et héraldique
Le drapeau est également décliné sous forme d'oriflamme, soit en queue de pie, soit en base plate. L'oriflamme des cantons reprenant le drapeau cantonal dans sa partie supérieure et les couleurs cantonales dans la partie inférieure est appelée un drapeau «complet». Le blanc doit toujours être hissé près de la hampe.

Drapeau complet lucernois

La commune de Cossonay dans le canton de Vaud utilise des représentations héraldiques et vexillologiques identiques à celles du canton de Lucerne tant dans les couleurs que dans la disposition de ces couleurs sur le drapeau et les armoiries. Ainsi, le drapeau de Cossonay est «Coupé de blanc et de bleu» (horizontal) alors que les armoiries sont «Parti d'azur et d'argent» (vertical). Sur Google Images, les photos de la «maison de ville» ont un drapeau identique aux armoiries, en revanche, sur un Tweet posté le 30 août 2017, les couleurs du drapeau sont disposées horizontalement.

## Utilisation et mention
Le drapeau et les armoiries ne sont pas identiques. Le drapeau présente le blanc en haut et le bleu en bas. Sur les armoiries, le bleu doit être à gauche pour le spectateur (c’est-à-dire à la droite héraldique), et le blanc à la gauche héraldique.
Le drapeau et les armoiries cantonales sont les mêmes que ceux de la ville de Lucerne.

Les armoiries se retrouvent sur les plaques d'immatriculation arrières de véhicules enregistrés dans le canton de Lucerne.

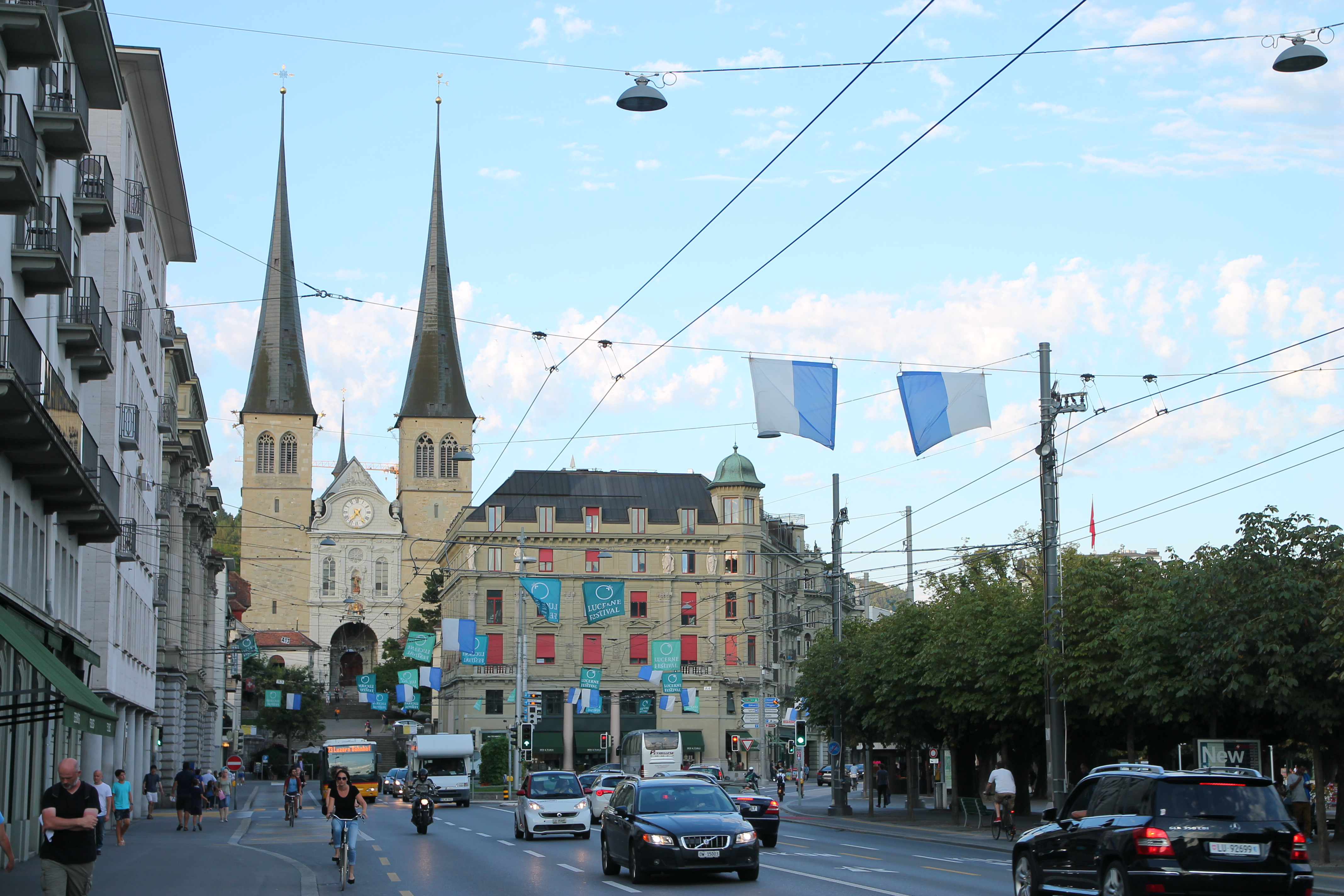
Les drapeaux lucernois pendus au-dessus du ‘’Schweizerhofquai’’ à Lucerne.
Logo de la ville de Lucerne.
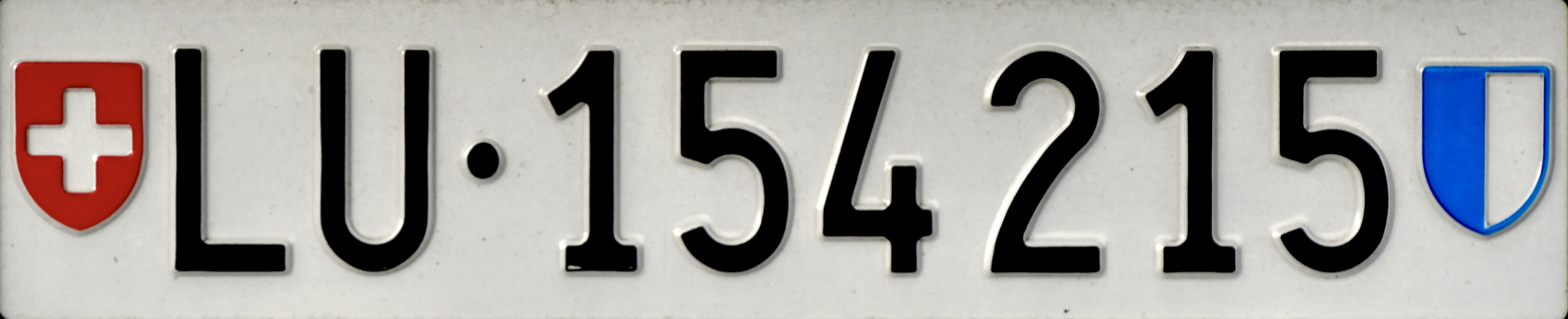
Plaque d'immatriculation arrière lucernoise.